# Soufflerie S1MA
La soufflerie S1MA (Soufflerie 1 Modane-Avrieux) ou Soufflerie Paul Dumanois est la première soufflerie de l'Office national d'études et de recherches aérospatiales installée sur le site de Modane-Avrieux. C'est une soufflerie à flux continu de grande dimension avec une veine de mesure de huit mètres de diamètre dans un tunnel d'une longueur totale de 390 mètres et pouvant générer des vitesses de vent entre 0,05 Mach et 1 Mach.
Elle est récupérée en 1945 à Ötztal en Autriche où son assemblage était à son début, puis installée à Modane-Avrieux.

## Histoire
Dès   avant la Seconde Guerre mondiale, commence à se poser le problème de l'expérimentation des aéronefs dans de grandes veines à des vitesses élevés. Les puissances demandées d'au moins 50 000 kW sont difficiles voire impossibles à prélever sur un réseau électrique surtout quasiment instantanément.En 1939, les ingénieurs Henri Girerd et Marcel Pierre proposent au Groupement français de recherche en aéronautique (GRA, futur ONERA) de relier directement les ventilateurs à des turbines hydrauliques mais le projet reste sans suite en ces temps troublés.
En Allemagne en 1934, dans le cadre de l'effort de guerre, le Centre d’essais d'Ottobrunn est prévu. Il doit être muni d'une soufflerie continue de grande taille mais l’impossibilité de prélever l'énorme puissance requise sur le réseau électrique local impose un déplacement sur un emplacement disposant de la possibilité d'alimenter directement la soufflerie par des turbines hydrauliques, décision prise en 1940. La construction est entreprise en 1942 par les entreprises Dingler et MAN.

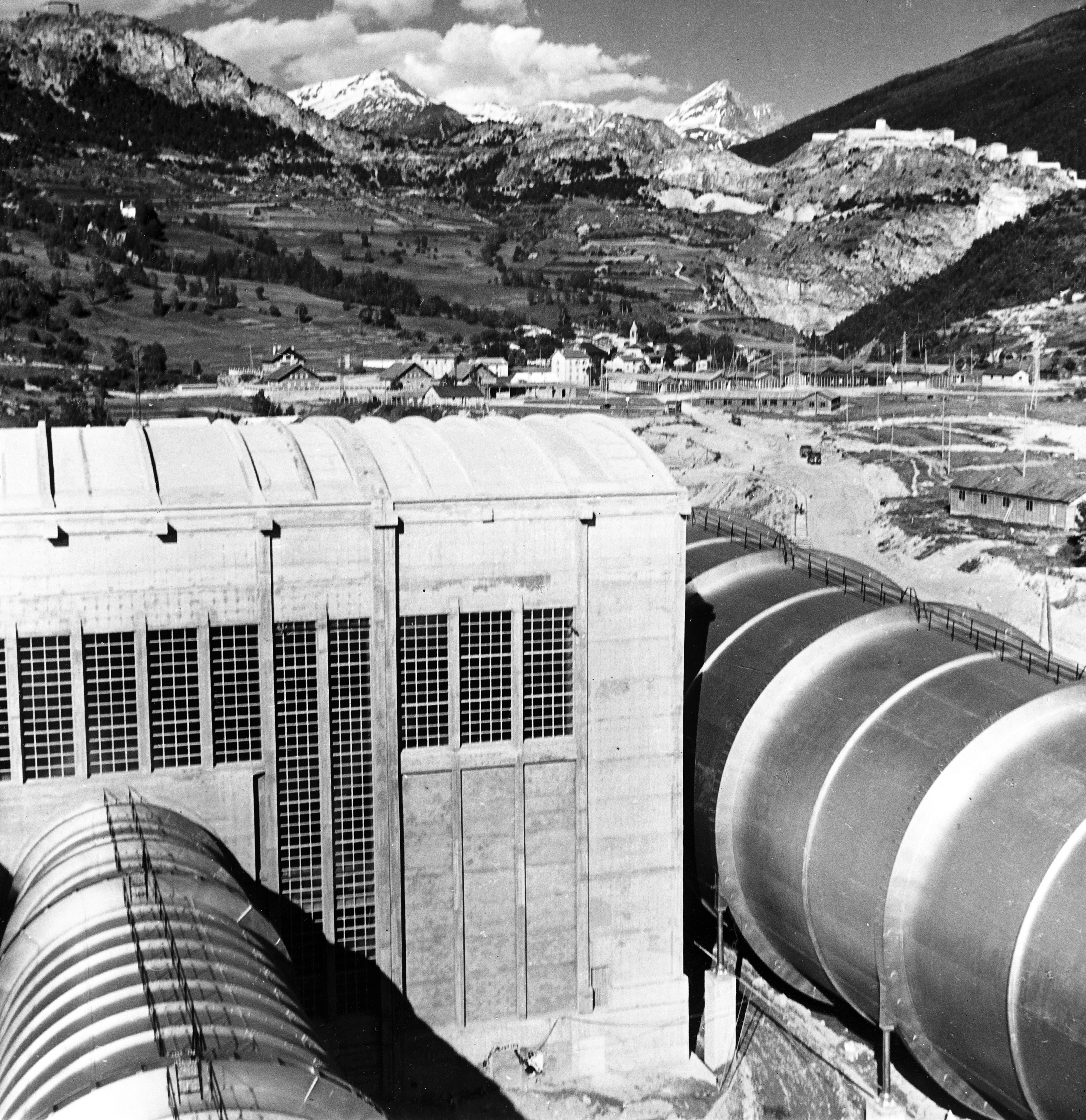
Soufflerie S1MA de Modane-Avrieux. On voit le bâtiment abritant les dispositifs de mesure, à gauche le diffuseur ralentissant le flux et à droite le retour du flux

En 1945, une mission d'investigation est envoyée par le GRA en Autriche et en Allemagne. Elle est dirigée par le chef du département aérodynamique Louis Girerd,. Le 11 août 1945, il prévient le directeur du GRA de la découverte sur le versant est de l'Arlberg de la gigantesque soufflerie de 100 000 ch utilisant deux turbines Pelton alimentées par une chute de 650 m en construction. Une turbine est montée, le quart de la tôlerie est en place et les arbres usinés. Le directeur du GRA a trois options : la terminer sur place ce qui en 1945 n'est pas vraiment dans l'air du temps, la détruire ce qui n'est guère plus envisageable et enfin, la ramener en France. Le Ministère de l'Air consulté donne dès le 22 septembre le feu vert au transfert.
Le directeur de la soufflerie en construction proteste contre ce démontage et demande à en faire un centre international d'études aérodynamiques en Autriche. Le GRA qui n'a rien contre le centre international mais pas en Autriche reste sur sa position.
Le matériel est éparpillé en l’Allemagne. Les arbres sont à Essen en zone d'occupation anglaise dans une usine Krupp rasée par les bombardements et les paliers d'arbres et d'autres matériels ont été évacués vers Stuttgart au moment de l'avance des troupes alliées et se trouvent en zone américaine. Au moment où les cinq wagons vont rentrer en zone française, un ordre du gouvernement américain envoie les composants aux États-Unis. Les Anglais laissent les Français récupérer les arbres et, grâce à l’intervention de Theodore von Kármán, les Américains renvoient les paliers.
Au mois d'octobre 1945, avec l'aide de société hydraulique de Savoie, le GRA trouve un terrain propice à côté d'Avrieux où un projet de centrale électrique alimentée par un barrage au-dessus d'Aussois est déjà en cours. La chute est de 850 m permettant d'augmenter la puissance de la soufflerie. Le GRA signe avec le gouvernement un marché de 250 millions de francs pour le démontage, transfert et remontage de la soufflerie (pour éviter de devoir faire de multiples appels d'offres chronophages en cas de réalisation par l'État). L'ONERA hérite du contrat en prenant la suite du GRA.
Les autorités autrichiennes protestent contre la méthode mais les autorités françaises en Autriche donnant leur feu vert les choses se passent ainsi (la réponse du GRA étant "Vous ne pouvez trouver nos méthodes qu'excellentes puisque ce sont les vôtres avec toutefois les camps de concentration en moins").
La structure déjà montée doit être découpée en parties transportables par chemin de fer. La roue Pelton dont quelques pales sont démontées voyage sur un wagon spécial surbaissé. Le chantier de démontage et le transfert en Savoie sont terminés à la fin du mois de mars 1946. Le matériel ainsi récupéré représente environ 11 % du coût de la soufflerie finie
Un accord avec Saint-Gobain permet un raccordement ferroviaire sur son embranchement et une voie de 5 km est créée avec un pont de 60 m sur l'Arc. Cette voie permet d'acheminer des composants pesant plusieurs dizaines de tonnes. En plus des éléments de la soufflerie 2 474 tonnes de matériel sont récupérés y compris du ciment et une locomotive diesel qui sera utilisée sur le site de Modane-Avrieux.
Le GRA peut aussi compter sur la participation du père de la soufflerie le professeur Heinrich Peters qui suit son œuvre en France pour achever le montage et la mise au point.
Par surcroit de précaution, le GRA lance la fabrication d'une maquette à l'échelle 1/8 à Chalais-Meudon en urgence. À tel point que la construction est achevée avant que l'autorisation de construire sur un site classé ne soit obtenue. Cela vaut au général Demanois de comparaitre devant la "Commission supérieure des Sites" où il obtient l'absolution en échange de la promesse de ne pas recommencer.
Le 19 octobre 1950, la soufflerie tourne avec une seule turbine. Sur une seule turbine, il est obtenu un vent de 238 m/s à 225 tr/min. La seconde turbine est testée à partir d'avril 1951 et les essais avec les 2 turbines simultanément commencent en février 1952. Pour obtenir Mach 1 la puissance développée est de 75 000 ch quand les estimations volontairement pessimistes tablaient sur 110 000 ch. Il circule 10 tonnes d'air par seconde dans la soufflerie pendant que les turbines voient passer 8 m3/s d'eau. La régulation assure une précision de 0,1 % sur la vitesse de rotation et la synchronisation des hélices.
Après diverses améliorations préalablement testées sur la maquette de Chalais-Meudon S3Ch, la soufflerie atteint Mach 1.02 à la fin 1955 devenant Transsonique.
La soufflerie reçoit le nom de Paul Dumanois qui, comme directeur du GRA, a piloté le transfert de l'installation.
75 ans après sa construction, la soufflerie est toujours utilisée et fait désormais partie d'un ensemble d'installations créées autour d'elle (S2MA flux continu supersonique entrainée par turbine hydraulique, S3MA tunnel ouvert de Mach 0.1 à Mach 6.05, S4A tunnel hypersonique (de Mach 6 à Mach 10) et S4B dédié aux tests de moteurs.

## Caractéristiques
Plus de 70 ans après sa construction S1MA reste la pus grande soufflerie sonique au monde. Les axes des tunnels forment un rectangle de 40 × 155 m. Le diamètre des tunnels varie de 8 à 24 m. Les virages sont à 90° avec des guides constitués de 12 ou 20 aubes.
Le tunnel est fabriqué en tôles d'acier de 6 à 12 mm d'épaisseur fixées sur des anneaux principaux écartés d’environ 15 m. Des cercles intermédiaires assurent la rigidité. Il n'y a pas de raidisseurs longitudinaux. L'ensemble pèse 3 700 tonnes et repose sur 2 200 pieux enfoncés dans le sol et 17 000 m3 de béton.

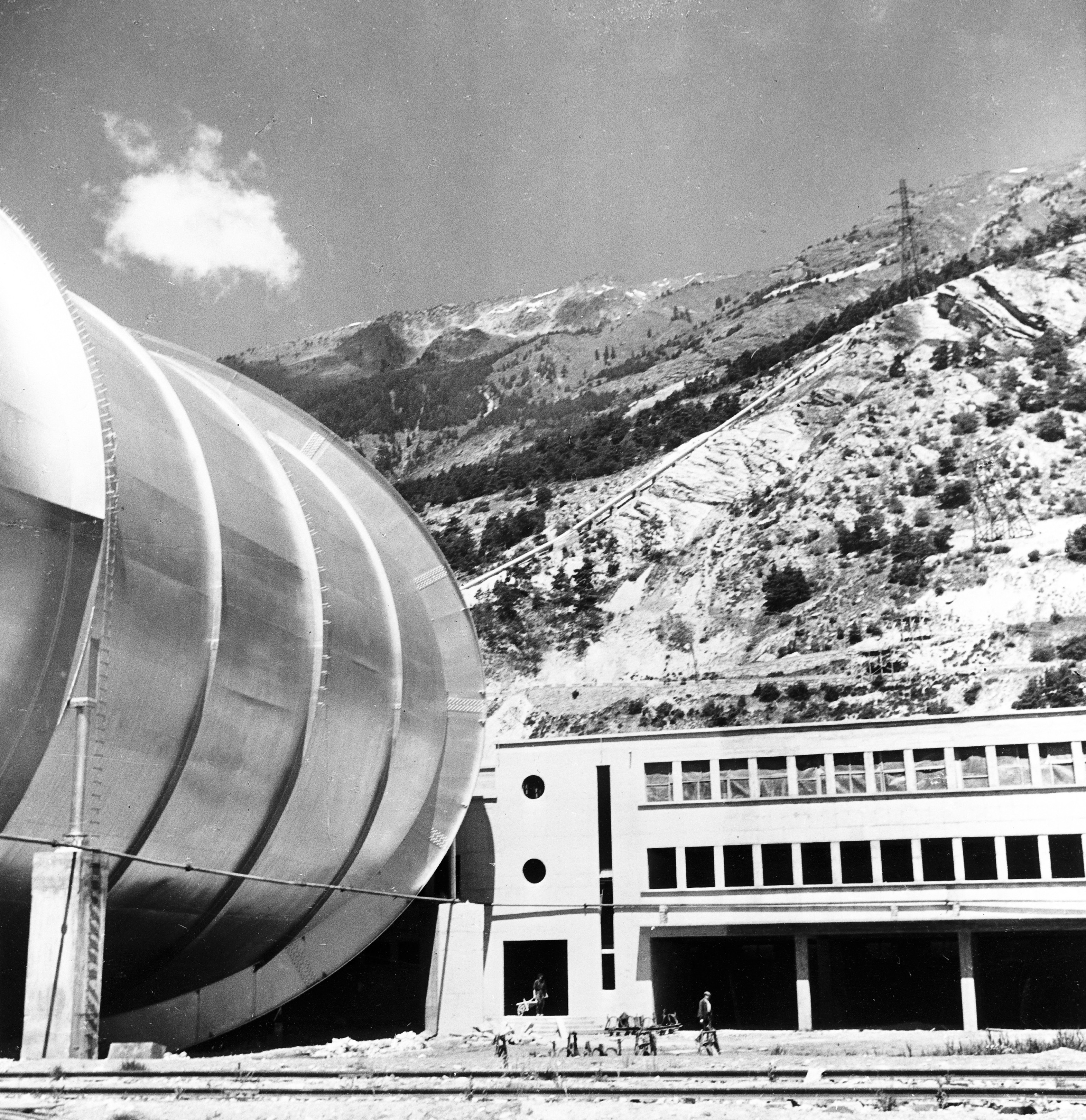
À gauche, le tunnel dans la partie cylindrique de 24 m de diamètre. On voit les anneaux principaux et secondaires qui raidissent le tunnel et le raccord avec le coude à 90°

### Soufflante
Le circuit commence par le logement des ventilateurs d'un diamètre de 16 m se réduisant à 15 m dans la partie recevant les hélices. Ces deux hélices pèsent environ 50 tonnes chacune et tournent en sens inverses ; leur vitesse de rotation maximum est de 250 tr/min. Elles sont constituées d'un moyeu de diamètre 7,50 m dans lequel les pales sont fixées (10 pales pour une hélice et 12 pour l'autre). Le pas est réglable. Les moyeux sont fixés à l'extrémité d'arbres de 0,75 m de diamètre et 8,40 m de long qui reposent sur les paliers carénés et refroidis par eau. Deux arbres de diamètre 0,90 m et 18,30 m de long relient chaque hélice aux deux turbines Pelton. Chacun de ces arbres pèse 28 tonnes.

### Turbines
Les turbines Pelton récupérées en Autriche sont modifiées pour tenir compte de l'augmentation de la hauteur de chute et ont 5 m de diamètre. Chaque turbine possède deux tuyères principales dont seule l'inférieure est régulée et une tuyère auxiliaire utilisée pour réguler de faibles variations. Une tuyère de freinage permet d’arrêter la turbine plus rapidement. La vitesse des turbines peut varier entre 25 et 100 % de la vitesse maximum (250 tr/min). La vitesse de rotation est pilotée avec une grande précision (0,05 %) et les deux turbines doivent avoir moins de 0,3 % d'écart de vitesses.

### Circuit

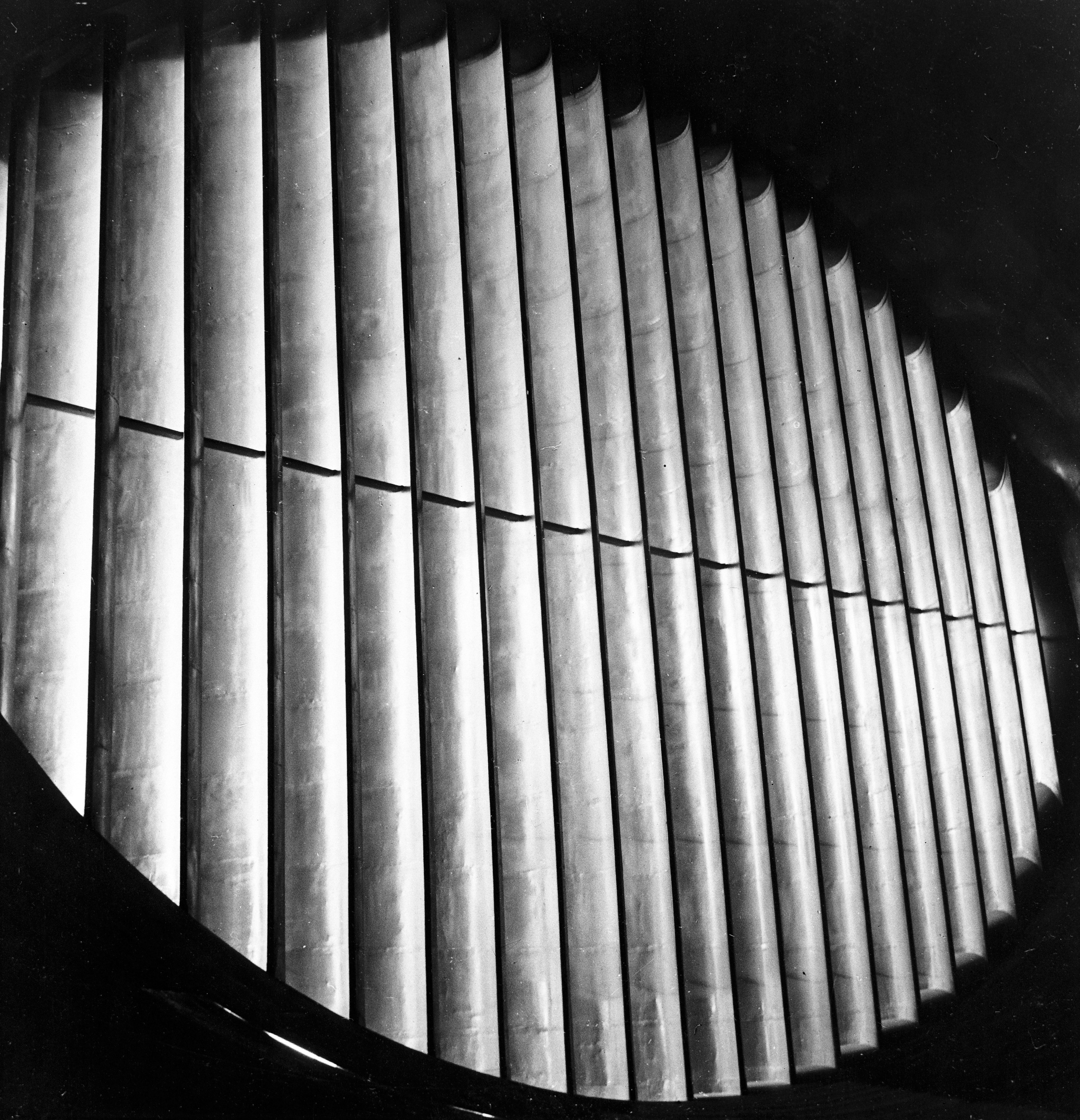
Un des coudes de 24 m de diamètre avec les 20 aubes qui dirigent le flux

L'air accéléré par la soufflante est dévié de 90° par un coude pesant 255 tonnes et comportant 12 aubes qui guident le flux. Une partie divergente suit puis un dispositif d'injection d'air extérieur destiné à refroidir le flux. La régulation de l'admission d'air frais est assurée depuis la zone d'expérimentation. Suit un diffuseur de 66 m de long et une partie cylindrique de 24 m de diamètre qui se raccorde à un coude à 90° muni de 20 aubes qui envoie le flux dans une nouvelle partie de 24 m de diamètre à l'issue de laquelle un deuxième coude identique au précédent place le flux dans l'axe de la zone d’expérimentation. Suit une chambre de tranquillisation, toujours de 24 m de diamètre puis un convergent qui accélère le flux jusqu'à la vitesse requise pour les mesures. Juste avant le convergent une fente annulaire permet l'évacuation d'une partie de l'air. La veine de mesure fait 8 m de diamètre par 14 m de long et elle est très légèrement conique (+ 0,22 m sur 14 m) et est occupée par un des trois chariots de mesure prévus. Un divergent de 70 m de long mène à un coude à 90° de 16 m de diamètre et 12 aubes.
La soufflerie a été modifiée par rapport à la conception initiale pour permettre le travail sur des moteurs en fonctionnement. Les possibilités de remplacement de l'air dans le tunnel ont été augmentées jusqu'à atteindre 25 % du flux et permettent de conserver une atmosphère contenant moins de 5 % de gaz brûlés. Les mesures peuvent se faire tant que les moteurs consomment moins de 7 tonnes de carburant à l'heure.

### Chariots de mesure
Pour accélérer la mise en place des expérimentations 3 chariots circulants sur des rails en croix permettent de faire la mise en place en dehors de la veine de mesure. Chaque chariot pèse 380 tonnes.

## Alimentation des turbines
C'est Électricité de France après sa création qui reprend le projet de la société hydraulique de Savoie nationalisée. Le barrage du Plan d'Aval (un barrage-voûte) retient environ 4 000 000 m3 d'eau captés dans plusieurs torrents. Un tunnel de 16 km amène l'eau de plusieurs torrents. Une conduite de 2 km de long alimente une chambre d'équilibre d'où part la conduite forcée d'une capacité de 12 m3/s qui alimente la soufflerie et la centrale électrique d'Aussois. La chute entre la chambre d’équilibre et l'axe des turbines est de 748 mètres. Les torrents étant de régime glaciaire la disponibilité en eau est fortement réduite en hiver (de l'ordre de 25 heures par mois à pleine puissance entre le 15 septembre et le 15 mai). Dès la construction, il est prévu une dérivation sur la conduite forcée pour alimenter une autre soufflerie ce qui sera fait avec la soufflerie supersonique S2MA.

## Utilisation
Depuis 1954 S1MA est utilisée industriellement et a vu passer beaucoup de programmes militaires ou civils :
- Dassault Mystère IV A en 1954
- Breguet Br.1050 Alizé en 1960
- Le fuselage du C-160 Transall en 1960
- Des tests de visibilité par temps de pluie pour le Dassault Mirage IV en 1963
- L'hypersustentation du SEPECAT Jaguar en 1967 etc.